# 奥田基之
奥田 基之（おくだ もとゆき、1958年 - ）は、日本の写真家。大阪府出身。

## 略歴
大阪芸術大学写真学科卒業。登山によって出合った風景の印象をとどめるために写真を始め、その後写真表現の魅力に惹かれ写真家の道を歩む。表現の原点を追究する風景写真家。
大阪芸術大学写真学科准教授、日本写真芸術学会理事、日本写真家協会会員、日本写真協会会員、

## 展覧会（作品発表）
- 「冬の惑星」
- 「dia logos」
- 「雪景」
- 「漂う視点」
- 「時の標」
- 「発熱する種子」
- 「存在の庭」
- 「調べ」　など